# Now is Good
Now Is Good (Ahora y siempre en Hispanoamérica) es una película británica de 2012 dirigida por Ol Parker. Es una adaptación de la novela de 2007 "Before I Die" de Jenny Downham. La película cuenta la historia de Tessa, una chica que está muriendo de leucemia y trata de disfrutar de su vida tanto como sea posible. Adam (Jeremy Irvine) aparece en la vida de Tessa (Dakota Fanning) por casualidad y se enamora de ella desde un principio. La película fue dirigida por Parker, que había escrito recientemente el guion de The Best Exotic Marigold Hotel.
Ahora y Siempre recibió críticas mixtas de los críticos cuando fue lanzada en septiembre de 2012. The Guardian le otorgó dos de cinco estrellas y dijo que "en realidad nunca se eleva por encima de ser una colección de clichés, a pesar de algunas actuaciones decentes". Norwich Evening News dijo que "la película evita todo el sentimentalismo y te da momentos que parecen incómodamente realistas, pero no pierde de vista el hecho de que, si bien es una película para llorar, sigue siendo un entretenimiento". La cinta logró recaudar $ 2.699.265 de dólares por debajo de su presupuesto de $ 500.000 dólares.

## Argumento
Tessa (Dakota Fanning) es diagnosticada con leucemia linfoblástica aguda. A pesar de su devoción de cuatro años a la quimioterapia, ha descubierto que su cáncer es terminal y sus médicos dan muy poco tiempo de vida, Tessa, con la ayuda de su mejor amiga Zoey (Kaya Scodelario), crea una lista de cosas que quiere hacer antes de morir, incluyendo algunos de los comportamientos de riesgo que considere necesarios para sentir que "vivió". Zoey está emocionada y apoya la escandalosa lista hasta que una prueba de embarazo sale positivo.
Los padres de Tessa se divorciaron y tienen muy diferentes puntos de vista sobre su deseo de experimentar el lado peligroso de la vida antes de que ella muera. Su madre (Olivia Williams) es amorosa y bromea acerca de la situación y la apoya mientras que su padre (Paddy Considine) es tímido y sólo quiere pasar tiempo con su hija. El padre de Tessa es resistente a la conducta de Tessa desde el principio, pero se da cuenta de que tiene poca influencia y solo puede disfrutar del tiempo que les queda. El principal mecanismo de su padre para el afrontamiento es la negación. Ella menciona que pasa horas en la computadora buscando posibles tratamientos para ella, incluso después de que los médicos le han dicho que el cáncer ha consumido su cuerpo.
El hermano de Tessa, Cal (Edgar Canham), es una persona brutalmente honesta que tiene sentimientos encontrados a lo largo de la novela que van desde la falta de atención a los celos y por último a la tristeza.
Uno de los últimos deseos de Tessa es encontrar el amor y encontrar a Adam (Jeremy Irvine) la ayuda con ello. Adam es tímido, y su prioridad principal es cuidar de su madre enferma después de que su padre murió.
La película sigue sus últimos meses de vida, explora sus relaciones con sus seres queridos y sus sentimientos personales sobre estar atrapado en un cuerpo que falla.

## Reparto
- Dakota Fanning como Tessa Scott.
- Paddy Considine como padre de Tessa.
- Olivia Williams como madre de Tessa.
- Jeremy Irvine como Adam.
- Kaya Scodelario como Zoey.
- Joe Cole VII como Scott.
- Rose Leslie como Fiona.

## Desarrollo y escritura
Blueprint Pictures Director traído y escritor Ol Parker y cineasta Erik Wilson juntos para contar la historia de Tessa en la pantalla grande. "Me crié en el proyecto un poco tarde en el juego, pero me conecté con Ol de inmediato, y me encantó el guion", señala Wilson. "La decisión de filmar en la película ya se había hecho, que yo estaba muy feliz de escuchar. La película es una actuación impulsada por pieza con un guion muy fuerte, y siempre he pensado que la etiqueta de la película se presta al drama".
No hay pruebas digitales habían sido considerados para la función, y Wilson se trasladó a la derecha en las existencias de prueba. "Quería mantener el aspecto tan limpio, nítido y fuerte como sea posible La historia era tan fuerte, que no necesitaba ayuda romantizar", dice Wilson. Los cineastas eligen KODAK VISION3 50D Película Negativa de Color KODAK 5203 y VISION3 250D color de la película negativa 5207 para las escenas diurnas y KODAK VISION3 500T color de la película negativa 5219 para sesiones de noche y una escena filmada en el dormitorio de Tessa. Como el conjunto para esa secuencia en particular se encuentra en un almacén, la iluminación de la configuración dictó el uso del 5219.

## Rodaje
Ahora es bueno utilizó dos cámaras ARRI, la ARRICAM Studio y el ARRICAM Lite. Lentes Maestro Prime de ARRI se utilizaron durante toda la producción. "Quería una imagen clara y brillante. No había necesidad de ocultar nada o construir una mirada. La naturaleza de la historia contra esa mirada quebradiza, sin filtrar se paró en su propio", Wilson continúa.
La película tenía un plan de rodaje de siete semanas, y todos menos dos días de la producción tuvo lugar en Londres y sus alrededores. Ahora que es bueno es establecer realmente en la ciudad costera de Brighton, pero solo dos días de rodaje de exteriores tuvieron lugar en Brighton ya lo largo de la costa sur de Inglaterra. Un brote de la noche en la que Tessa y Adam van para una noche nadar resultó particularmente difícil de capturar. "Teníamos que encontrar la manera de encenderlas en esa escena", comenta Wilson. "El mar en la noche, lejos de cualquier ciudad, no ofreció posibles fuentes de luz más allá de la luna. Ponemos algunas luces en un barco, y creó una toma de río. Nuestro capataz, Andy Lowe, añadió algunas ideas inteligentes, pero al final nos dimos cuenta de que sólo necesitábamos para superar nosotros mismos y conseguir un poco de luz sobre ellos". La temperatura de la noche era también un desafío, incluso para Wilson, oriundo de Noruega que en un principio se trasladó al Reino Unido para asistir a la escuela de cine. "También hemos tenido que tener cuidado aquí que la iluminación era romántica. No podríamos tener un aspecto mucho frío, lo que era!"
Hayas de Burnham, 540 hectáreas de bosque al oeste de Londres, fue el lugar de una secuencia de bosque clave en la que Tessa escala un árbol y Adam la sigue. Wilson dice, "Toma de fotografías en un bosque siempre es extraño. Es un gran reflector verde con todos estos destacados locos, pero es oscuro y difícil de conseguir una manija en. Dividimos la escena durante unos días y lugares diferentes, y nos acostumbramos tres árboles; muy grande, uno pequeño y un árbol falso. Técnicamente era bastante interesante y gratificante, y la película manejan el contraste tan bien".
"Toda la experiencia en Now is Good fue muy agradable", dice Wilson. "Fue un rodaje bien planeado y no había muchas sorpresas. Siempre Dakota estaba en el set, fue un buen día, y Dakota estaba en el set prácticamente todos los días. Mi única advertencia es traer una caja de pañuelos con usted para la película... que los necesitará".
PARA MAS DETALLES LEER "BEFORE I DIE".